# 淳嫔
淳嫔（18世纪？—1819年十月十三日），董佳氏，鑲黃旗明祥管领下人，委署库长时泰之女。清朝嘉慶帝之嬪。

## 生平
淳嫔的生年不详，生辰则为五月二十四日。
嘉庆二年，在嘉庆朝第一次的外八旗選秀中被指定為內廷主位，赐号为淳贵人，十一月淳貴人已在《官女子妈妈里用银档》出现，惟同年十二月二十八日才进宫。
嘉庆六年（1801年）正月初八日，诏晋为淳嫔，同年四月十五日正式册封为淳嫔。
嘉庆二十三年（1818年），其父时泰因贪污革职。
嘉庆二十四年（1819年）十月十三日巳时薨逝，同年十一月奉安昌陵妃園陵。

## 影视作品
- 電視劇

| 年份 | 劇名     | 演員   | 剧中姓名  | 劇中稱謂         |
| 2004 | 金枝慾孽 | 佘詩曼 | 董佳·爾淳 | 爾淳小主、淳貴人 |
| 2007 | 嘉慶皇帝 | 譚赫   |           | 淳嬪             |
| 2015 | 張保仔   | 謝雪心 |           | 淳貴妃           |